# Coming Over
«Coming Over» es el segundo sencillo en CD japonés de la boy band surcoreana EXO. El lanzamiento del sencillo, será el 9 de diciembre de 2016 publicado por Avex Trax. El sencillo incluye seis pistas, incluyendo las tres pistas originales.

## Antecedentes y lanzamiento
El 7 de septiembre, EXO anunció a través de un vídeo que estarían lanzando su segundo sencillo japonés titulado «Coming Over» y un álbum japonés que contiene tres canciones japonesas originales en diciembre. El 7 de octubre, la canción completa se publicó en Japón a través de la aplicación AWA, un popular servicio de streaming japonés, y se reprodujo más de 100 000 veces en las doce horas antes del evento promocional terminara. El mismo día, se anunció que la fecha oficial de lanzamiento para el sencillo será el 7 de diciembre. S.M. Entertainment publicó en su página oficial de Youtube, una versión corta del vídeo musical de «Coming Over» el 18 de noviembre.

## Lista de canciones
| N.º | Título                     | Letras | Música | Duración |  |
| 1.  | «Coming Over»              |        |        |          |  |
| 2.  | «TACTIX»                   |        |        |          |  |
| 3.  | «Run This»                 |        |        |          |  |
| 4.  | «Coming Over -Less Vocal-» |        |        |          |  |
| 5.  | «TACTIX -Less Vocal-»      |        |        |          |  |
| 6.  | «Run This -Less Vocal-»    |        |        |          |  |